# 忠州戰鬥
忠州戰鬥發生於1921年7月5日－10日，地點則是在中國川東萬縣。是北洋政府時期內戰之一，也是川軍內鬨。交戰兩方為川二軍及川一軍。戰鬥末了，川一軍落敗，北退綏定、梁山。